# Acrocyanose
Acrocyanose is het blauw verkleuren van uitstekende lichaamsdelen (acra is medische benaming voor uitstekende lichaamdelen: handen, voeten, neus, oren en onderkaak) waarbij deze vaak koud en klam aanvoelen. Meestal geeft dit geen pijn. Blootstelling aan koude kan acrocyanose versterken.
Bij blauw verkleurde uitstekende lichaamsdelen wordt ook wel gesproken over perifere cyanose. Dit is onder bepaalde omstandigheden normaal, bijvoorbeeld bij wandelen in de koude. Bij sommige mensen bestaat het echter ook als ze normaal in een warme omgeving vertoeven.
Oorzaak van acrocyanose is nog onduidelijk. De meest waarschijnlijke oorzaak is dat door samentrekken van de kleine vaatjes (vasoconstrictie) de uitstekende delen minder goed worden doorbloed.
Acrocyanose is voor het eerst beschreven door Crocq in 1896. Hierdoor wordt acrocyanose ook wel Crocq's disease genoemd.

## Primaire acrocyanose
Acrocyanose is een symptoom van diverse ziektebeelden, maar komt ook op zichzelf voor (primaire acrocyanose). Primaire acrocyanose hoeft niet te worden behandeld.
Acrocyanose wordt gezien bij de ziekte van Raynaud, waarbij de uitstekende lichaamsdelen minder bloed krijgen door een vertraagde bloedstroom.
De term 'ziekte van Raynaud' wordt wel gebruikt als synoniem voor primaire acrocyanose. Dit is niet juist: onderscheid is te maken doordat bij 'ziekte van Raynaud/fenomeen van Raynaud' de blauwverkleuring slechts kort aanhoudt en deel uitmaakt van een proces van vasoconstrictie en vasodilatatie.

## Secundaire acrocyanose
Secundaire acrocyanose (acrocyanose als symptoom van een onderliggend ziektebeeld) wordt onder andere gezien bij:
- Diverse hart- en vaatziekten waarbij de doorbloeding van de acra gestoord is.
- Sclerodermie (systeemsclerose), een chronische bindweefselziekte (collageenziekte) waarbij de huid hard en strak wordt, gewrichten ontsteken en diverse organen zijn aangedaan, auto-immuunziekte.[4]
- Anemie, bloedarmoede.
- Ziekte van Buerger (thromb(o)angiitis obliterans), ontsteking van slagaders en aders ('angiitis') met afsluiting van het bloedvat ('tromb'), komt vooral voor in de onderste extremiteiten.
- Als bijwerking van bepaalde medicijnen, waaronder tricyclische antidepressiva[5]
- Als symptoom van hodgkinlymfoom (paraneoplastisch verschijnsel)[6]
- Als gevolg van anorexia nervosa